# Stationers' Company
The Worshipful Company of Stationers and Newspaper Makers, ou simplement Stationers' Company, est la corporation des papetiers, imprimeurs et éditeurs de la Cité de Londres. Fondée en 1403, agréée par charte royale en 1557, elle officie au nom de toute l'industrie de contenu et de communication écrite et visuelle londonienne, activités incluant la presse périodique, le marché du livre, le design graphique et le matériel de bureau.
47e corporation de la Cité (pour un total de 110), l'un des premiers enjeux politiques de cette organisation fut l'établissement dès 1556 du Registre des Libraires (Stationers' Register) puis, à partir de 1611, le contrôle de l'impression de la Bible du roi Jacques.
Le Copyright Act de 1710 permet d'aménager les privilèges de cette organisation, accordant à l'auteur une véritable personnalité juridique, ainsi qu'une durée limitée de ses droits. Sa mission revient à réglementer et discipliner l’industrie, définir une bonne conduite et préserver ses propres privilèges.
En 1735, le Engraving Copyright Act (dite « Loi Hogarth ») permet de mieux protéger le droit d'auteur des graveurs originaux.
Elle fonde une école destinée à la formation des enfants des membres de cette industrie en 1861, sur Fleet Street (fermée en 1983).  
Elle est partie prenante dans la nouvelle loi sur le droit d'auteur de 1911 (en).
De nos jours, son principal objectif est se constituer en un forum indépendant de consultation et de recommandation, sur les plans de la stratégie globale, de l'éducation, de la formation professionnelle et du mécénat, pour toutes les entreprises et les métiers regroupées au sein de cette structure. Sa devise latine est Verbum autem Dei nostri manet in aeternum (« La parole de notre Dieu demeure pour toujours ») (Isaïe 40, 8).
Ses membres se répartissent en fonction de leur ancienneté et de leurs savoirs acquis, de l'apprenti au maître, suivant une échelle similaire à celle des compagnons.
Le Stationer's Hall, siège londonien de cette corporation depuis 1670, est un bâtiment qui se situe Ave Maria Lane (Eastern Central 4).